# 寺田めぐみ
寺田 めぐみ（てらだ めぐみ、1982年 - ）は、滋賀在住のイラストレーター。

## 略歴
1982年、滋賀県近江八幡市に生まれる。
2005年、京都造形芸術大学を卒業。卒業制作に「愛の部屋」というアニメーションを提出。この作品が、文化庁メディア芸術祭 映像部門・短編で審査委員会推薦作品に入選する。また、KDDI・EZアワード4 グランプリなどを受賞する。
2006年から、イラストレーターを始める。
2007年、 ソニー・デジタルエンターテインメントの携帯コミックサイトにて、「CRASHER!みみみちゃん」連載開始。
2009年、ソニー・デジタルエンターテイメントからアートzine「煩悩美人図鑑」を出版。のちに文化庁メディア芸術祭 マンガ部門で審査委員会推薦作品に入選。
2010年、京都みなみ会館のゆるきゃら「みなみちゃん」を制作する。
現在、実家のある滋賀県に在住。

## 作品
- 「愛の部屋」2005年
- 「煩悩美人図鑑」2009年、ソニーデジタルエンターテイメント[3]
- 「CRASHER!みみみちゃん」[2]

## 外部サイト
寺田めぐみのオフィシャルサイトmegumi terada.com